# TOKIO LIFE
TOKIO LIFE（トキオ・ライフ）は、1997年4月から2000年3月までJ-WAVEで放送されていたラジオ番組。

## 概要
平日毎曜日に12:00から16:00まで4時間放送されたワイドプログラムであり、番組タイトルの通り「東京生活」に役立つ情報を、音楽とともにリスナーに届けた。
正午のSingin' Clockが流された後に番組開始となるものであった。

## 放送時間
- 月曜-金曜 12:00-16:00

## ナビゲーター
月曜
- 平尾美保　(1997年4月-1999年3月)
- 金子奈緒　(1999年4月-9月)
- みんしる　(1999年10月-2000年3月)

火曜
- 金子奈緒　(1997年4月-1999年9月)
- みんしる　(1999年10月-2000年3月)

水曜
- リサ・ステッグマイヤー(1997年4月-1999年3月)
- 浜家有文子　(1999年4月-9月)
- 金子奈緒　(1999年10月-2000年3月)

木曜
- 柴田あずさ　(1997年4月-)
- 南美布　(-1999年3月)
- 浜家有文子　(1999年4月-9月)
- 金子奈緒　(1999年10月-2000年3月)

金曜
- 浜家有文子　(1997年4月-1999年3月)
- 大槻りこ　(1999年4月-2000年3月)

## 主なコーナー
- Kampo DOLCE TIME　（12:40-12:50）

“音のデザート”というコンセプトで、アーティストやデザイナーが週替わりで登場し、彼らの選曲による楽曲を掛けるコーナー。
- AFTER 5 INDEX　(13:00-13:10)

講談社が提供に入っていた時期がある。イベントや新規開店のレストラン等の、アフター5に役立つ情報を届ける。
- SWITCH TO THE WORLD　(13:30-13:50)

海外のFM局より配信のプログラムと情報を届ける。
- SAISON GROUP DEVA DANCE　(13:30-13:45)

1999年4月開始。女性歌手にスポットを当てて、その魅力を紹介するコーナー。
- NESCAFE GOLDBLEND INNER SKETCHES　(14:20-14:50)

曜日毎にテーマを変え、コーヒータイムに役立つ情報を届ける。後番組PRIME ANGLEにも引き継がれている。
- TEPCO AROUND THE TOKIO　(15:20-15:50)

東京での暮らしに役立つ情報を届ける。後番組PRIME ANGLEにも引き継がれている。